# Французька музика

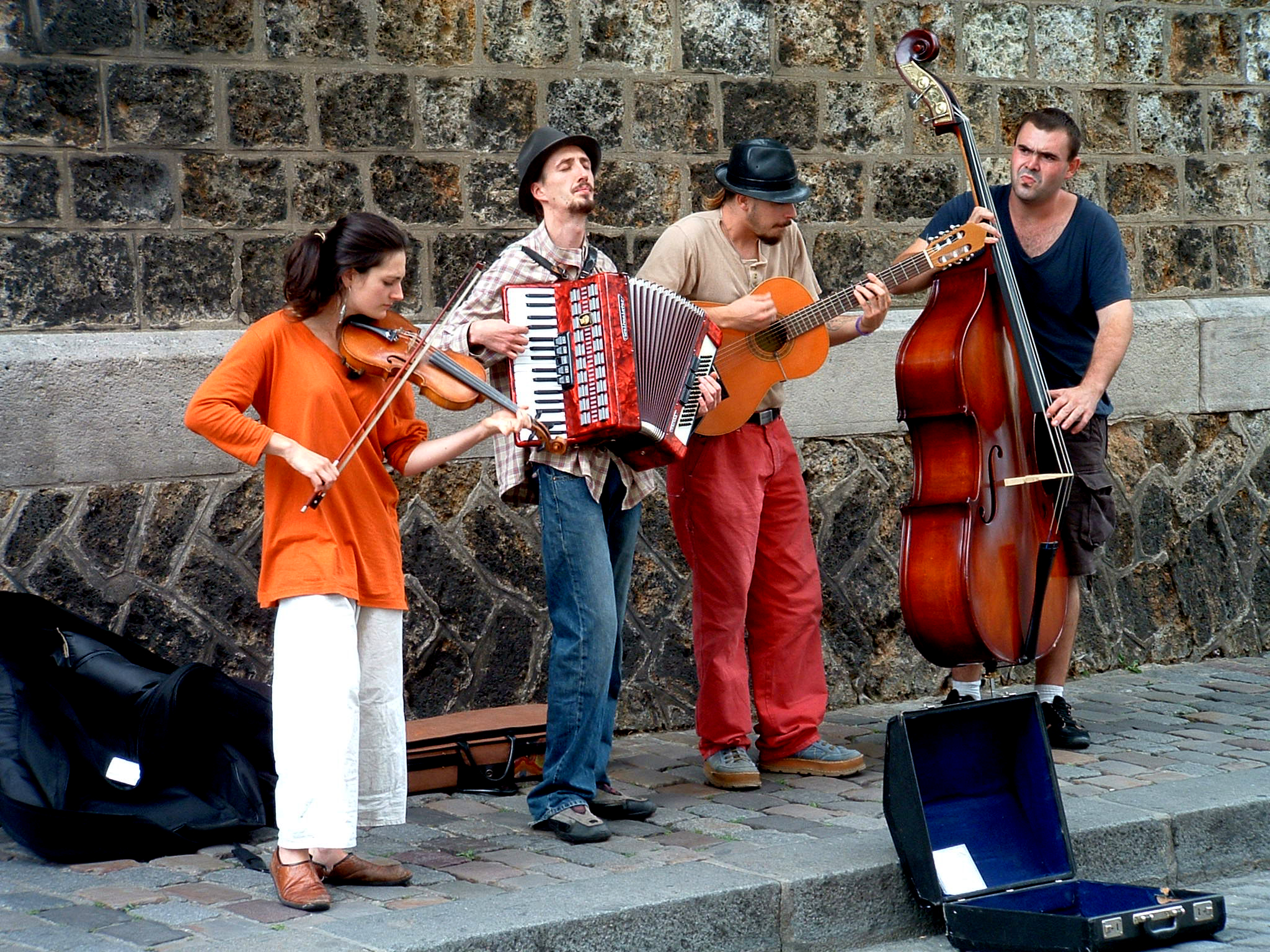
Гурт музик на Монмартрі

Францу́зька му́зика — одна з найцікавіших і найвпливовіших європейських музичних культур, бере свій початок з фольклору кельтських і германських племен, які жили у давні часи на території нинішньої Франції. Зі становленням Франції в період Середньовіччя у французькій музиці злилися народні музичні традиції численних регіонів країни. Французька музична культура розвивалася, взаємодіючи також з музичними культурами інших європейських народів, зокрема італійського та німецького. Починаючи з другої половини 20 століття музична сцена Франції збагатилася музичними традиціями вихідців з Африки. Вона не залишається осторонь світової музичної культури, увібравши в себе нові музичні тенденції і надавши особливого французького колориту джазу, року, хіп-хопу тощо.

## Історія

### Народна музика
У роботах французьких фольклористів розглядаються численні жанри народної пісні: ліричні, любовні, пісні-скарги (complaintes), танцювальні (rondes), сатиричні, пісні ремісників (chansons de metiers), календарні, наприклад різдвяні (ноель); трудові, історичні, військові та ін. До фольклорних належать також пісні, пов'язані з галльськими і кельтськими віруваннями. Серед ліричних жанрів особливе місце займають пасторалі (ідеалізація сільського життя). У творах любовного змісту переважають теми нерозділеного кохання, розставання. Чимало пісень присвячено дітям — колискові, ігрові, лічилки (фр. comptines). Різноманітні трудові (пісні женців, орачів, виноградарів та ін), солдатські і рекрутські пісні. Особливу групу складають балади про хрестові походи, пісні, що викривають жорстокість феодалів, королів і придворних, пісні про селянські повстання (цю групу пісень дослідники називають «поетичним епосом історії Франції»).

### Середньовіччя

#### Церковна музика
Стосовно Середньовіччя найкраще документований розвиток церковної музики. На заміну раннім галіканським формам християнської літургії прийшла григоріанська літургія. Поширення григоріанського співу в період царювання династії Каролінгів (751—987) пов'язано насамперед з діяльністю бенедиктинських монастирів. Католицькі абатства Жум'єж (на Сені, під Руаном), Сен-Марсьяль (в Ліможі), Сен-Дені (під Парижем), Клюні (в Бургундії), також у Пуатьє, Арлі, Турі, Шартрі та інших містах, стали центрами церковної музики, осередками професійної духовної і світської музичної культури. Для навчання учнів співу при багатьох абатствах були створені спеціальні співочі школи (метризи). Там викладали не тільки григоріанський спів, а й гру на музичних інструментах, уміння читати музику. У середині 9 ст. з'явилася невменна нотація, поступовий розвиток якої призвів через багато століть до формування сучасного нотопису.
У 9 ст. григоріанський хорал збагатився секвенціями, які у Франції називають також прозами. Створення цієї форми приписувалося ченцеві Ноткерові з Санкт-Галленського монастиря, сучасна Швейцарія. Втім, Ноткер зазначав у передмові до своєї «Книги гімнів», що відомості про секвенцію він отримав від монаха з Жум'єзького абатства. Згодом у Франції особливо прославилися автори проз Адам з абатства Сен-Віктор (12 ст.) та творець знаменитої «Ослиної прози» П'єр Корбей (початок 13 століття). Іншим нововведенням були тропи — вставки в середину григоріанського хоралу. Через них у церковну музику почали проникати світські наспіви.
З 10 ст. в Ліможі, Турі та інших містах у надрах самого богослужіння складається літургійна драма, що народилася з діалогованих тропів з почерговими «питаннями» і «відповідями» двох антифонних груп хору. Поступово літургійна драма дедалі більше відходила від культу (поряд з образами з Євангелія включалися реалістичні персонажі).
Для народної пісні з найдавніших часів було характерне багатоголосся, тоді як григоріанський хорал сформувався як одноголосний. У 9 столітті елементи багатоголосся почали проникати також у церковну музику. В 9 столітті були написані посібники з багатоголосся органуми. Автором найстарішого з них вважається чернець Гукбальд із Сен-Амана біля Турне у Фландрії. Багатоголосний стиль, що складався в церковній музиці, втім, відрізняється від народної музичної практики.

#### Світська музика
Поряд з культовою розвивалася світська музика, що звучала в народному побуті, при дворах франкських королів, у замках феодалів. Носіями народних музичних традицій середньовіччя були головним чином мандрівні музиканти — жонглери, що користувалися великою популярністю в народі. Вони співали повчальні, жартівливі, сатиричні пісні, танцювали під акомпанемент різних інструментів, у тому числі тамбурина, барабана, флейти, щипкового інструменту типу лютні (це сприяло розвитку інструментальної музики). Жонглери виступали на святах у селах, при феодальних дворах і навіть в монастирях (брали участь в деяких обрядах, театралізованих ходах, приурочених до церковних свят, які отримали назву Carole). Їх переслідувала церква як представників ворожої їй світської культури. У 12-13 ст. в середовищі жонглерів відбувалося соціальне розшарування. Частина їх осідала в лицарських замках, потрапляючи в повну залежність від лицаря-феодала, інші зупинялися в містах. Таким чином, жонглери, втративши свободу творчості, стали осілими менестрелями в лицарських замках і міськими музикантами. Однак цей процес в той же час сприяв проникненню в замки та міста народної творчості, що стає основою лицарського і бюргерського музично-поетичного мистецтва.

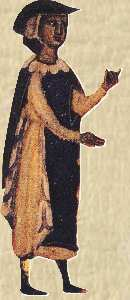
Французький трубадур Бернар де Вентадорн. Малюнок з рукопису XIII ст.

В епоху пізнього середньовіччя у зв'язку з загальним підйомом французької культури починає інтенсивно розвиватися і музичне мистецтво. У феодальних замках на основі народної музики розквітає світське музично-поетичне мистецтво трубадурів і труверів (11-14 ст.). Серед трубадурів славилися Маркабрюн, Гільйом IX — герцог Аквітанський, Бернарт де Вентадорн, Джауфре Рюдель (кін. 11-12 ст.), Бертран де Борн, Гіраут де Борнейль, Гіраут Рік'єр (кін. 12-13 ст.). У 2-й пол. 12 ст. в північних областях країни виник подібний напрямок — мистецтво труверів, що спочатку було лицарським, а надалі все більше зближалося з народною творчістю. Серед труверів поряд з королями, аристократією — Річардом Левове Серце, Тібо Шампанським (королем Наварри), згодом здобули популярність представники демократичних верств суспільства — Жан Бодель, Жак Бретель, П'єр Моніо та інші.
У зв'язку зі зростанням таких міст, як Аррас, Лімож, Монпельє, Тулуза та інших у 12-13 століттях розвинулося міське музичне мистецтво, творцями якого стали поети-співаки з міських станів (ремісники та інші містяни). Вони внесли свої особливості в мистецтво трубадурів і труверів, відійшовши від його піднесено-лицарських музично-поетичних образів, освоївши народно-побутову тематику, створивши характерний стиль, свої жанри. Найвизначнішим майстром міської музичної культури 13 століття був поет і композитор Адам де ла Аль, автор пісень, мотетів, а також популярної свого часу п'єси «Гра про Робен та Маріон» (бл. 1283), насиченої міськими піснями, танцями (незвичайною була вже сама ідея створення світської театралізованої вистави, пронизаної музикою). Він по-новому трактував традиційні одноголосні музично-поетичні жанри трубадурів, використавши багатоголосся.

#### Нотрдамська школа
Зміцнення економічного та культурного значення міст, створення університетів (в тому числі на початку 13 століття Паризького університету), де музика була одним з обов'язкових предметів (входила до квадривіум), сприяли підвищенню ролі музики як мистецтва. У 12 столітті одним з центрів музичної культури став Париж, і перш за все його Співоча школа собору Нотр-Дам, що об'єднала найбільших майстрів — співаків-композиторів, вчених. З цією школою пов'язаний розквіт в 12-13 ст. культового багатоголосся, поява нових музичних жанрів, відкриття в області музичної теорії.
У творах композиторів Нотр-дамської школи григоріанський хорал зазнав змін: раніше ритмічно вільний, гнучкий хорал набув більшої розміреності і плавності (звідси назва такого хоралу cantus planus). Ускладнення багатоголосної тканини і її ритмічної структури зажадало точного позначення тривалостей і удосконалення нотації — в результаті представники паризької школи на зміну вчення про модуси поступово прийшли до мензуральної нотації. Значний внесок у цьому напрямку зробив музикознавець Йоанн де Гарландія.
Багатоголосся викликало до життя нові жанри церковної та світської музики, в тому числі кондукт і мотет. Кондукт початково виконувався переважно під час святкової церковної служби, однак пізніше став суто світським жанром. У числі авторів кондуктів — Перотін.

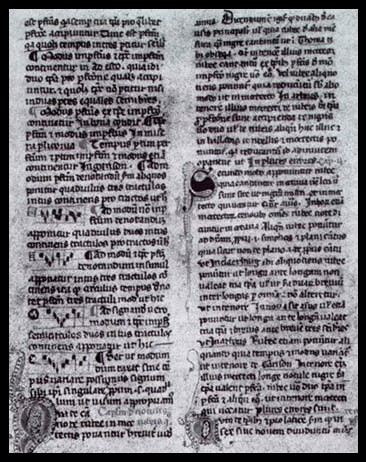
Фрагмент трактату Ars Nova Філіппа де Вітрі з «вітрійським» нотним записом

На основі кондукту наприкінці 12 ст. у Франції сформувався найважливіший жанр багатоголосної музики — мотет. Ранні його зразки належать також майстрам Паризької школи (Перотіну, Франко Кельнському, П'єру де ла Круа). Мотет допускав свободу поєднання літургійних і світських наспівів і текстів, таке поєднання привело до народження у 13 ст. жартівливого мотету. Значного оновлення отримав жанр мотету в 14 столітті в умовах напрямку ars nova, ідеологом якого виступив Філіпп де Вітрі.
У мистецтві ars nova велике значення надавалося взаємодії «побутової» і «наукової» музики (тобто пісні і мотету). Філіпп де Вітрі створив новий тип мотету — ізоритмічний мотет.
Нововведення Філіппа де Вітрі зачепили також вчення про консонанси і дисонанси (оголосив консонансами терції і сексти).
Ідеї ars nova і, зокрема ізоритмічний мотет знайшли продовжили свій розвиток у творчості Гільома де Машо, що поєднує художні досягнення лицарського музично-поетичного мистецтва з його одноголосними піснями і багатоголосної міської музичної культури. Йому належать пісні народного складу (lays), віреле, рондо, він же вперше розробив жанр багатоголосної балади. У мотетах Машо більш послідовно, ніж попередники застосовував музичні інструменти (ймовірно, інструментальними були насамперед нижні голоси). Машо також вважається автором першої французької меси поліфонічного складу (1364).

### Епоха Відродження

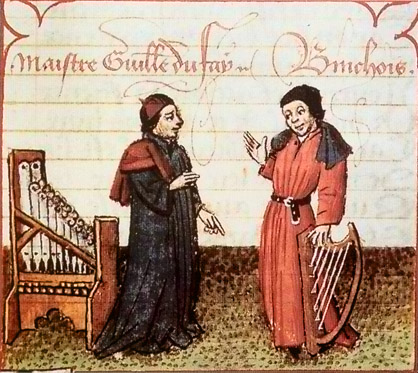
Ґійом Дюфаї і Жиль Беншуа

У 15 ст. в часи Столітньої війни провідне становище в музичної культурі Франції 15 ст. зайняли представники франко-фламандської (нідерландської) школи. Протягом двох століть у Франції працювали найбільші композитори нідерландські поліфонічні школи: в сер. 15 ст. — Ж. Беншуа, Ґ. Дюфаї, в 2-й пол. 15 ст. — Й. Окегем, Я. Обрехт, в кін. 15 — поч. 16 вв. — Жоскен Депре, у 2-й пол. 16 ст. — О. Лассо.
Наприкінці 15 ст. у Франції утверджується культура Відродження. На розвитку французької культури позначилися такі фактори, як виникнення буржуазії (15 ст.), боротьба за об'єднання Франції (завершилася до кінця 15 ст.) та створення централізованої держави. Істотне значення мали також безперервний розвиток народної творчості та діяльність композиторів франко-фламандської школи.
Зростає роль музики у світському житті. Французькі королі створювали при своїх дворах великі капели, влаштовували музичні святкування, королівський двір стає осередком професійного мистецтва. Зміцнилася роль придворної капели. У 1581 Генріх III затвердив посаду «головного Інтенданта музики» при дворі, першим цю посаду обіймав італійський скрипаль Бальтазаріні де Бельджозо. Важливими осередками музичного мистецтва разом з королівським двором і церквою були також аристократичні салони.
Розквіт Відродження, пов'язаний з формуванням французької національної культури, припадає на середину 16 століття. В цей час визначним жанром професійного мистецтва світська багатоголосна пісня — шансон. Її поліфонічний стиль отримує нове трактування, співзвучне ідеям Французьких гуманістів — Рабле, К. Маро, П. Ронсара. Провіднім автором шансонів цієї епохи вважається К. Жанекен, який створив понад 200 багатоголосних пісень. Шансони отримали популярність не тільки у Франції, але і за її межами, значною мірою завдяки нотодрукуванню та зміцненню зв'язків між європейськими країнами.
В епоху Відродження зросла роль інструментальної музики. У музичному побуті були широко поширені віола, лютня, гітара, скрипка (як народний інструмент). Інструментальні жанри проникали як у побутову музику, так і в професійну, зокрема в церковну. Лютневі танцювальні п'єси виділялися серед панівних у 16 ст. поліфонічних творів ритмічною пластичністю, гомофонним складом, прозорістю фактури. Характерним було об'єднання двох або кількох танців за принципом ритмічного контрасту у своєрідні цикли, що стали основою майбутньої танцювальної сюїти. Самостійнішого значення набула і органна музика. Виникнення органної школи у Франції (кін. 16 ст.) пов'язане з творчістю органіста Ж. Тітлуза.
У 1570 році Жан-Антуаном де Баїфом була заснована Академія поезії і музики. Учасники цієї академії прагнули відродити античну поетико-музичну метрику, захищали принцип нерозривного зв'язку музики і поезії.
Значний пласт в музичній культурі Франції 16 ст. становила музика гугенотів. Гугенотські пісні використовували мелодії популярних побутових і народних пісень, пристосовуючи їх до перекладених французькою богослужбових текстів. Трохи пізніше релігійна боротьба у Франції породила гугенотські псалми з характерним для них перенесенням мелодії у верхній голос і відмовою від поліфонічних складнощів. Найбільшими композиторами-гугенотами, що складали псалми, були К. Гудімель, Ле Жін.

### Просвітництво

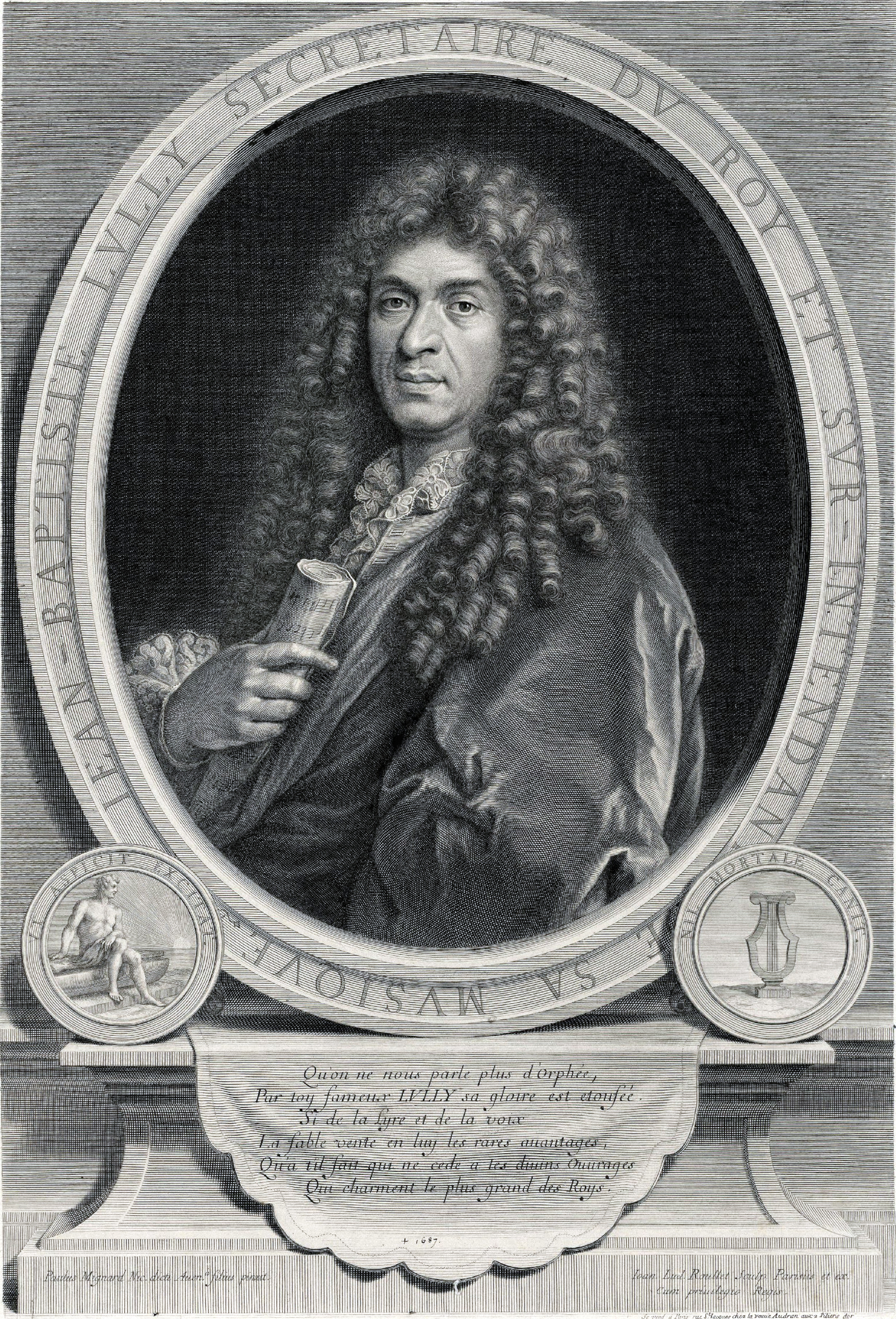
Жан Батіст Люллі

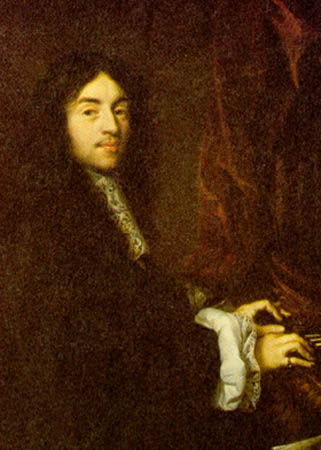
Шарль Куперен

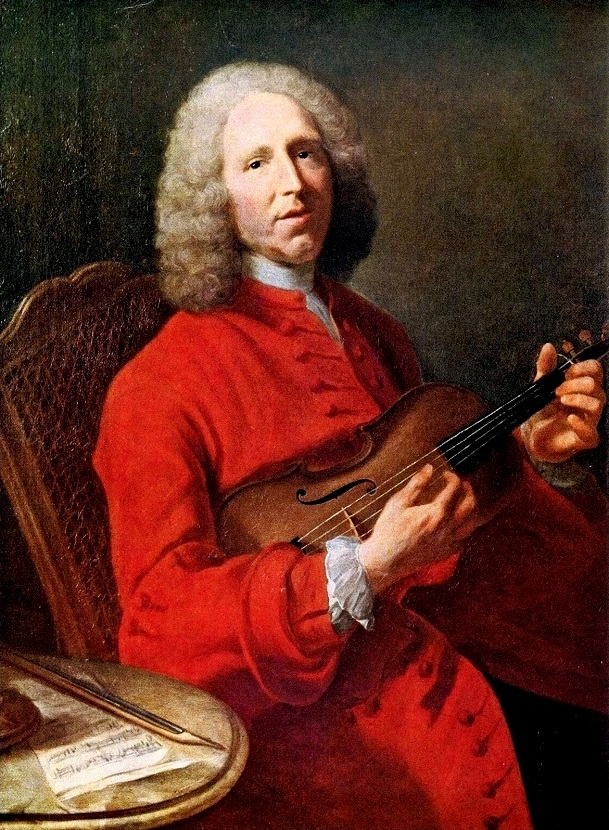
Жан-Філіп Рамо

#### XVII століття
Сильний вплив на французьку музику 17 століття справила раціоналістична естетика класицизму, що висувала вимоги смаку, рівноваги краси та істини, ясності задуму, стрункості композиції. Класицизм, що розвивалася одночасно зі стилем бароко, отримав у Франції 17 ст. закінчене вираження.
В цей час світська музика у Франції переважає над духовною. Зі ствердженням абсолютної монархії велике значення набуває придворне мистецтво, що визначило напрямок розвитку найважливіших жанрів французької музики того часу — опери та балету. Роки правління Людовика XIV відзначені незвичайною пишнотою придворного життя, прагненням знаті до розкоші і витончених звеселянь. У зв'язку з цим велика роль відводилася придворному балету. У 17 ст. при дворі посилилися італійські віяння, чому особливо сприяв кардинал Мазаріні. Знайомство з італійською оперою послужило стимулом до створення своєї національної опери, перший досвід в цій області належить Елізабет Жаке де ла Герр («Тріумф любові», 1654).
1671 року в Парижі відкрився оперний театр під назвою «Королівська Академія музики». Очільником цього театру став Ж. Б. Люллі, що тепер вважається основоположником національної оперної школи. Люллі створив ряд комедій-балетів, що стали передтечею жанру ліричної трагедії, а пізніше — опері-балету. Істотним є внесок Люллі в інструментальну музику. Ним був створений тип французької оперної увертюри (термін утвердився в 2-й половині 17 ст. у Франції). Численні танці з його творів великої форми (менует, гавот, сарабанда та ін) вплинули на подальше формування оркестрової сюїти.
Наприкінці 17 — 1-й половині 18 століття для театру писали такі композитори як М. А. Шарпантьє, А. Кампра, М. Р. Делаланд, А. К. Детуш. У наступників Люллі умовність придворного театрального стилю посилюється. в їх ліричних трагедіх на першому плані виступають декоративно-балетні, пасторально-ідилічні сторони, натомість драматичне начало дедалі послаблюється. Лірична трагедія поступається місцем опері-балету.
У 17 ст. у Франції отримали розвиток різні інструментальні школи — Лютнева (Д. Готьє, який вплинув на клавесинний стиль Ж. А. Англебера, Ж. Ш. де Шамбоньєра), клавесина (Шамбоньєр, Л. Куперен), віольна (гамбіст М. Марен, що вперше у Франції ввів в оперний оркестр контрабас замість контрабасової віоли). Найбільше значення набула французька школа клавесиністів. Ранній клавесиновий стиль склався під безпосередній. впливом лютневого мистецтва. У творах Шамбоньєра позначилася характерна для французьких клавесиністів манера орнаментації мелодії. Велика кількість прикрас надавала творам для клавесина певну вишуканість, а також більшу зв'язність, «співучість», «протяжність» уривчасте звучання цього інструмента. В інструментальній музиці широко використовувалося застосовуване ще з 16 ст. об'єднання парних танців (павана, гальярда тощо), що призвело в 17 столітті до створення інструментальної сюїти.

#### XVIII століття
У 18 столітті складаються нові форми музично-громадського життя. Поступово концерти виходять за рамки палацових залів і аристократичних салонів. У 1725 А. Філідор (Данікан) організував в Парижі регулярні публічні «Духовні концерти», в 1770 Ф. Ж. Госсек заснував товариство «Любительські концерти». Більш замкнутий характер мали вечори академічного товариства «Друзі Аполлона» (засновано 1741), щорічні цикли концертів влаштовувала «Королівська Академія музики».
У 20-30-ті роки 18 ст. найвищого розквіту досягає клавесинна сюїта. Серед французьких клавесиністів провідна роль належить Ф. Куперену, автору вільних циклів, заснованих на принципах подібності і контрасту п'єс. Поряд з Купереном великий внесок у розвиток програмно-характеристичної клавесинової сюїти внесли також Ж. Ф. Дандр і особливо Ж. Ф. Рамо.
У 1733 році успішна прем'єра опери Рамо «Іпполіт і Аріка» забезпечила цьому композиторові провідне положення в придворній опері — «Королівській академії музики». У творчості Рамо творчості жанр ліричної трагедії досяг кульмінації розвитку. Його вокально-декламаційний стиль збагатився мелодико-гармонійною експресією. Більшою різноманітністю відрізняються його двочастинні увертюри, проте представлені в його творчості і тричастинні увертюри, близькі італійській оперній «сінфонії». У ряді опер Рамо передбачив багато пізніших завоювань в області музичної драми, підготувавши ґрунт для оперної реформи К. В. Ґлюка. Рамо належить наукова система, ряд положень якої послужили основою сучасного вчення про гармонію («Трактат про гармонію», 1722; «Походження гармонії», 1750, та ін.)
До середини 18 століття героїко-міфологічні опери Люллі, Рамо та інших авторів перестали відповідати естетичним запитам аудиторії. Своєю популярністю вони поступаються гостросатиричним ярмарковим виставам, відомим ще з кінця 17 століття. Ці вистави спрямовані на висміювання вдачі «вищих» верств суспільства, а також пародіюють придворну оперу. Першими авторами подібних комічних опер були драматурги А. Р. Лесаж і Шарль Симон Фавар. У надрах ярмаркового театру дозрів новий французький оперний жанр — опера комік. Зміцненню її позицій сприяли приїзд до Парижа в 1752 році італійської оперної трупи, яка поставила ряд опер-буф, в тому числі «Служницю-пані» Перголезі, і полеміка з питань оперного мистецтва, що розгорілася між прихильниками (демократичні кола) і противниками (представники аристократії) італійської опери-буф, — т. зв. «Війна буфонів».
У напруженій атмосфері Парижа ця полеміка набула особливої гостроти, здобула величезний суспільний резонанс. Активну участь взяли в ній діячі французького Просвітництва, які підтримали демократичне мистецтво «буфоністів», а пастораль Руссо «Сільський чаклун» (1752) лягла в основу Першої французької комічної опери. Проголошене ними гасло «наслідування природі» справило великий вплив на формування французького оперного стилю 18 ст. Праці енциклопедистів містять також цінні естетичні і музично-теоретичні узагальнення.

### Пореволюційний час

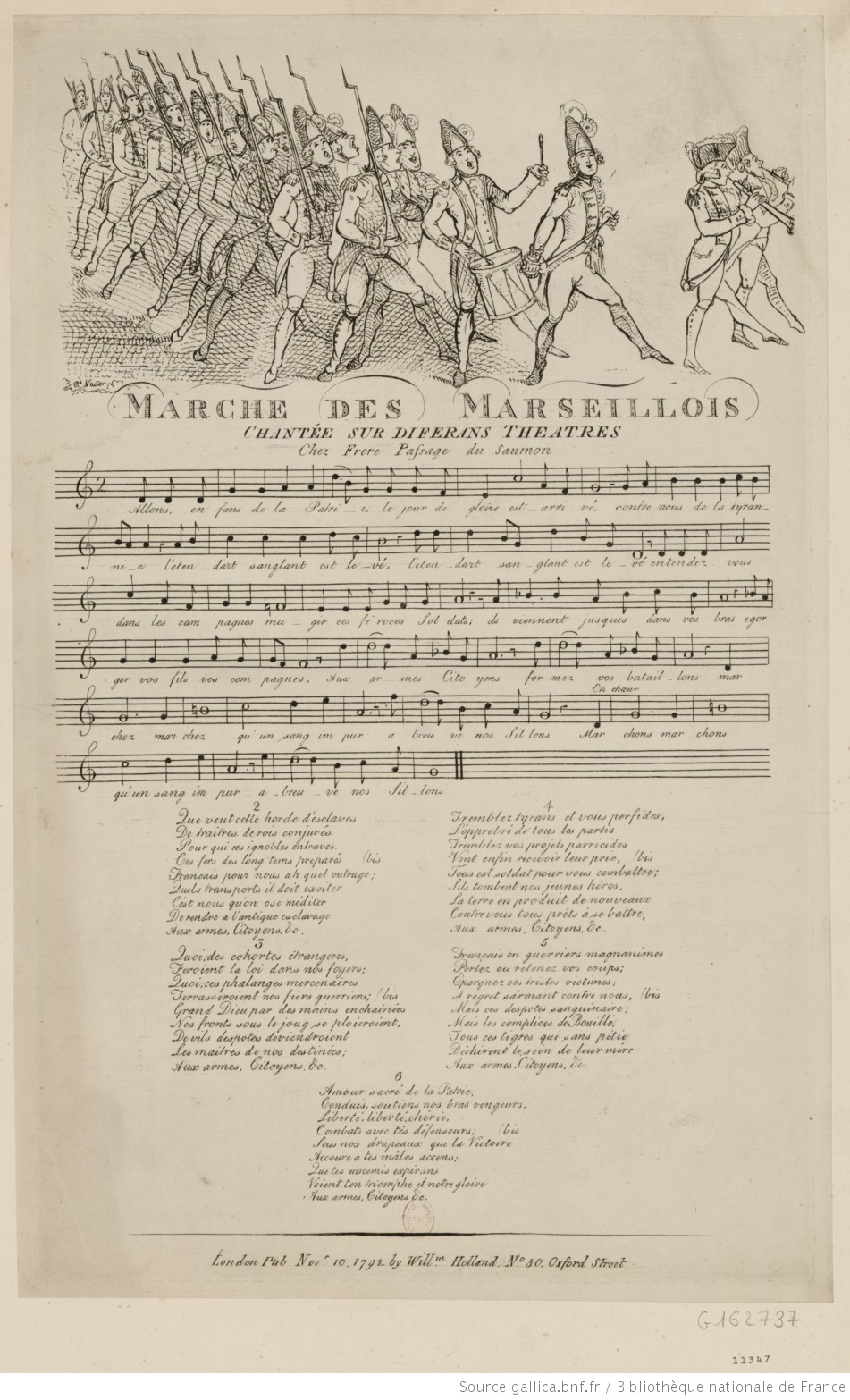
Одна з перших публікацій «Марсельєзи», національного гімну Франції, 1792

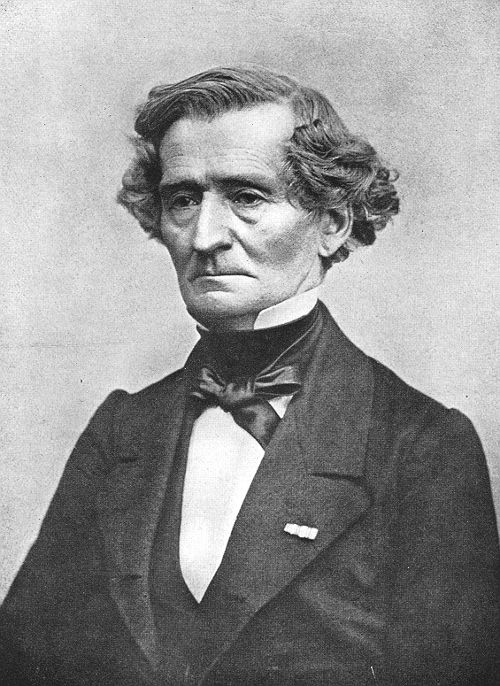
Гектор Берліоз

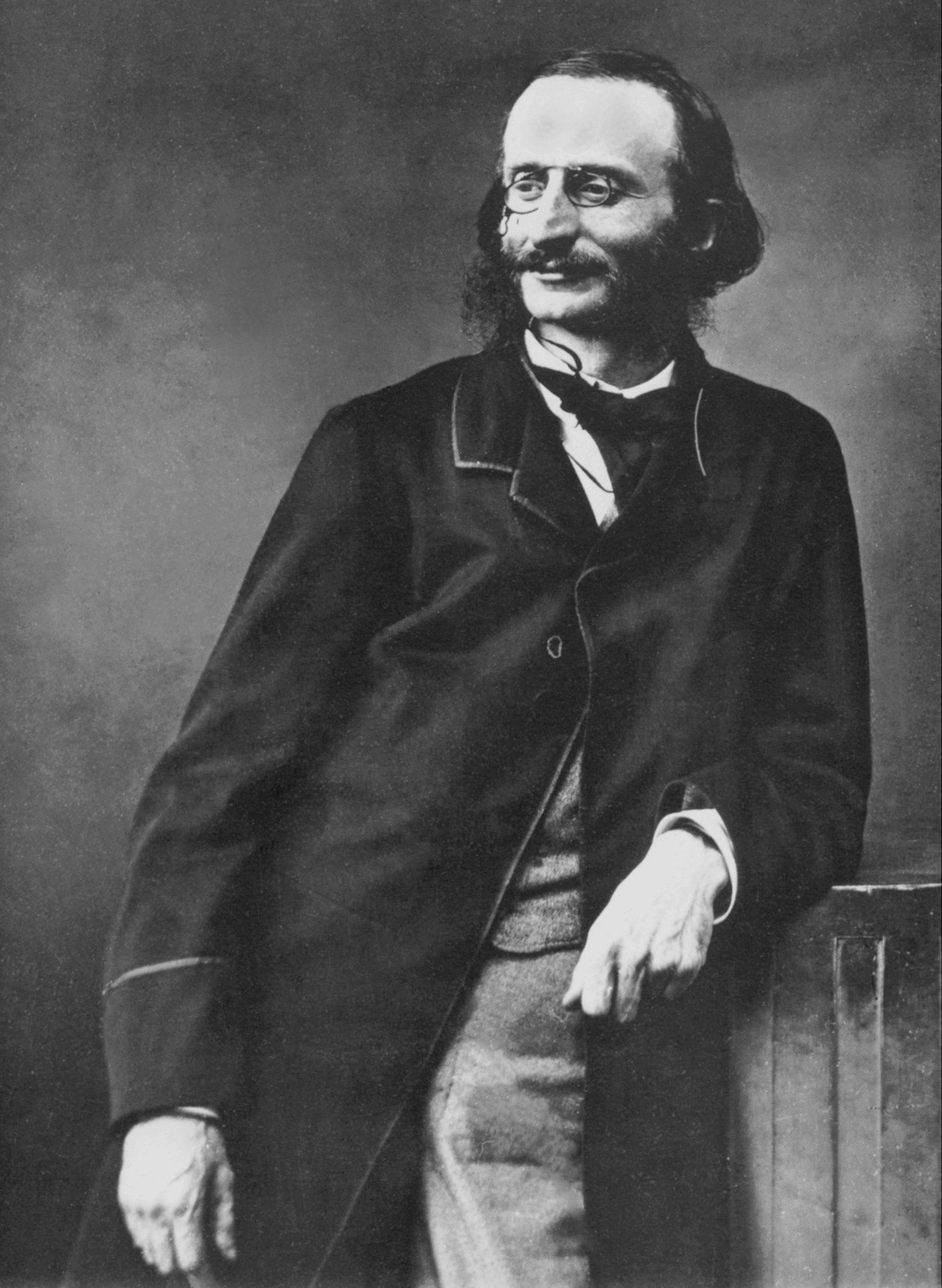
Жак Оффенбах

Велика французька революція внесла величезні зміни у всі області музичного мистецтва. Музика стає невід'ємною частиною всіх подій революційного часу, набуваючи соціальної функції, що сприяло утвердженню масових жанрів — пісні, гімну, маршу та інших. Впливу французької революції зазнав і театр — виникли такі жанри як апофеоз, агітаційний спектакль з використанням великих хорових мас. У роки революції особливий розвиток отримала «опера порятунку», що піднімає теми боротьби з тиранією, викриття духовенства, що прославляє вірність, відданість. Велике значення набула військово-духова музика, був заснований оркестр Національної гвардії.
Радикальних перетворень зазнала і система музичної освіти. Були скасовані метризи; натомість в 1792 відкрилася музична школа Національної гвардії для навчання військових музикантів, а в 1793 — Національний музичний інститут (з 1795 — Паризька консерваторія).
Період наполеонівської диктатури (1799—1814) і Реставрації (1814-15, 1815-30) не принесли французькій музиці яскравих здобутків. Під кінець періоду Реставрації спостерігається пожвавлення і в галузі культури. У боротьбі з академічним мистецтвом наполеонівської імперії складалася французька романтична опера, що в 20-30-х роках зайняла панівне становище (Ф. Обер). У ці ж роки складається жанр великої опери на історико-патріотичні героїчні сюжети. Французький музичний романтизм знайшов найяскравіше вираження у творчості Г. Берліоза- одного з найвизначніших композиторів 19 ст. Берліоз став творцем програмного романтичного симфонізму — «Фантастична симфонія» (1830), що стала свого роду маніфестом французького музичного романтизму, «Гарольд в Італії» (1834). Своєрідність симфонічної творчості Берліоза обумовлена відбитком в його музиці літературних образів Вергилія, У. Шекспіра, Дж. Байрона, І. Гете, зближенням симфонічних жанрів з театром. Проблема театралізування вирішується в кожному його творі індивідуально: драматична симфонія «Ромео і Джульєта» (1839) споріднена ораторії (завдяки введенню солістів і хору) і містить елементи оперної дії; драматична легенда «Засудження Фауста» (для солістів, хору і оркестру, 1846) є складний оперно-ораторсько-симфонічний жанр. Певною мірою з театром пов'язаний широко вживаний Берліозом в симфоніях принцип монотематизму, що йде в даному випадку від лейтмотивних характеристик в опері. Своїм програмним симфонізмом Берліоз намітив один з найважливіших шляхів розвитку європейської симфонічної музики. У його музиці разом з інтимною лірикою, фантастичними і жанровими образами наполегливо втілюється громадянсько-революційна тема; він відродив традиції масового і демократичного мистецтва Великої французької революції («Реквієм», 1837; «Траурно-тріумфальна симфонія», 1840). Великий новатор, Берліоз створив новий тип національної мелодики (його мелодії відрізняються тяжінням до старовинних ладів, своєрідною ритмікою, на якій позначився вплив особливостей французької мови; деякі його мелодії нагадують підведену ораторську мову).
Великі нововведення вніс він в область музичної форми, зробив переворот у сфері інструментування. Декілька особливе місце у французькому музичному театрі зайняли опери Берліоза: його опера «Бенвенуто Челліні» (1837) продовжує традиції комічної опери, дилогія «Троя» (1859) — глюковської
героїки, забарвленої в романтичні тони.
Видатний диригент і музичний критик, Берліоз разом з Вагнером став засновником нової школи диригування, написав ряд яскравих праць, в тому числі присвячених Л. Бетховену, Глюку, питанням диригентського мистецтва і оркестровки.
Творчість Берліоза затьмарила собою діяльність ряду французьких композиторів середини 19 ст., що працювали в області симфонічного жанру. Проте деякі з них, в тому числі Ф. Давид, внесли певний внесок до музичного мистецтва Франції. Автор од-симфоній «Пустеля» (1844), «Христофор Колумб» (1847) та інших творів, він заклав основи орієнталізма у французькій музиці.
В роки Другої імперії (1852—1870) для музичної культури Франції характерно захоплення кафе-концертами, театральними ревю, мистецтвом шансоньє. У ці роки виникли чисельні театри легких жанрів, де ставилися водевілі, фарси. Розвивається французька оперета, серед її творців — Ж. Оффенбах, Ф. Ерве. З 1870-х років, в умовах Третьої республіки оперета втратила сатиричність, пародійність, злободенність, переважаючими стали історико-побутові та лірико-романтичний. сюжети, в музиці на перший план висунувся ліричний.

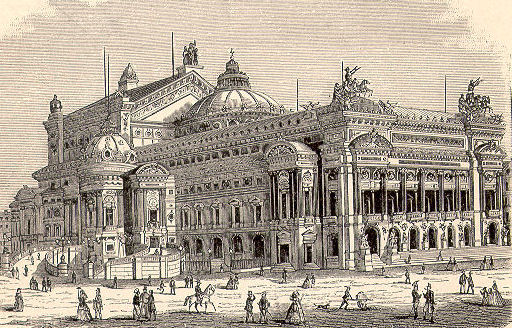
Опера Гарньє, споруджена у 1870-х роках

В опері і балеті другої половини XIX ст. спостерігається посилення реалістичних тенденцій. В опері ця тенденція виявилась у прагненні до повсякденних сюжетів, до зображення простих людей з їхніми інтимними переживаннями. Найвідомішим творцем ліричної опери вважається Ш. Гуно, автор таких опер як «Фауст» (1859, 2-я ред. 1869), «Мірейль» і «Ромео і Джульєтта». До жанру ліричної опери звертались також Ж. Массне, Ж. Бізе, в його опері «Кармен» яскравіше виявляється реалістичне начало.
В останній третині 19 ст. значної популярності у Франції здобувають опери Р. Вагнера. Вплив творчості німецького композитора позначився на французькій оперній музиці того часу, зокрема в операх «Фервааль» д'Енді (1895), «Гвендолін» Шабріє (1886), інструментальних творах А. Дюпарка, Е. Шоссона.
Важливою подією життя суспільного Франції 1870-х років стала Паризька комуна 1870—1871 років. Цей період викликав до життя чимало робітничих пісень, одна з яких — «Інтернаціонал» (музика П'єра Дегейтера на слова Ежена Потьє) стала гімном комуністичних партій, а в 1922—1944 роках — гімном СРСР
Внесок у розвиток музичної культури Франції Г. Берліоза
Прогресивний французький музичний романтизм знайшов найяскравіший закінчений вираз в творчості Г. Берліоза — одного з найвизначніших композиторів 19 ст. Берліоз став творцем програмного романтичного симфонізму — «Фантастична симфонія» (1830), що стала свого роду маніфестом французького музичного романтизму, «Гарольд в Італії» (1834). Своєрідність симфонічної творчості Берліоза обумовлена відбитком в його музиці літературних образів Вергилія, У. Шекспіра, Дж. Байрона, І. Гете, зближенням симфонічних жанрів з театром. Проблема театралізування вирішується в кожному його творі індивідуально: драматична симфонія «Ромео і Джульєта» (1839) споріднена ораторії (завдяки введенню солістів і хору) і містить елементи оперної дії; драматична легенда «Засудження Фауста» (для солістів, хору і оркестру, 1846) є складний оперно-ораторсько-симфонічний жанр. Певною мірою з театром пов'язаний широко вживаний Берліозом в симфоніях принцип монотематизму, що йде в даному випадку від лейтмотивних характеристик в опері. Своїм програмним симфонізмом Берліоз намітив один з найважливіших шляхів розвитку європейської симфонічної музики. У його музиці разом з інтимною лірикою, фантастичними і жанровими образами наполегливо втілюється громадянсько-революційна тема; він відродив традиції масового і демократичного мистецтва Великої французької революції («Реквієм», 1837; «Траурно-тріумфальна симфонія», 1840). Великий новатор, Берліоз створив новий тип національної мелодики (його мелодії відрізняються тяжінням до старовинних ладів, своєрідною ритмікою, на якій позначився вплив особливостей французької мови; деякі його мелодії нагадують підведену ораторську мову).
Великі нововведення вніс він в область музичної форми, зробив переворот у сфері інструментування. Декілька особливе місце у французькому музичному театрі зайняли опери Берліоза: його опера «Бенвенуто Челліні» (1837) продовжує традиції комічної опери, дилогія «Троя» (1859) — глюковської
героїки, забарвленої в романтичні тони.
Видатний диригент і музичний критик, Берліоз разом з Вагнером став засновником нової школи диригування, написав ряд яскравих праць, в тому числі присвячених Л. Бетховену, Глюку, питанням диригентського мистецтва і оркестровки.
Творчість Берліоза затьмарила собою діяльність ряду французьких композиторів середини 19 ст., що працювали в області симфонічного жанру. Проте деякі з них, в тому числі Ф. Давид, внесли певний внесок до музичного мистецтва Франції. Автор од-симфоній «Пустеля» (1844), «Христофор Колумб» (1847) та інших творів, він заклав основи орієнталізма у французькій музиці.

### XX століття

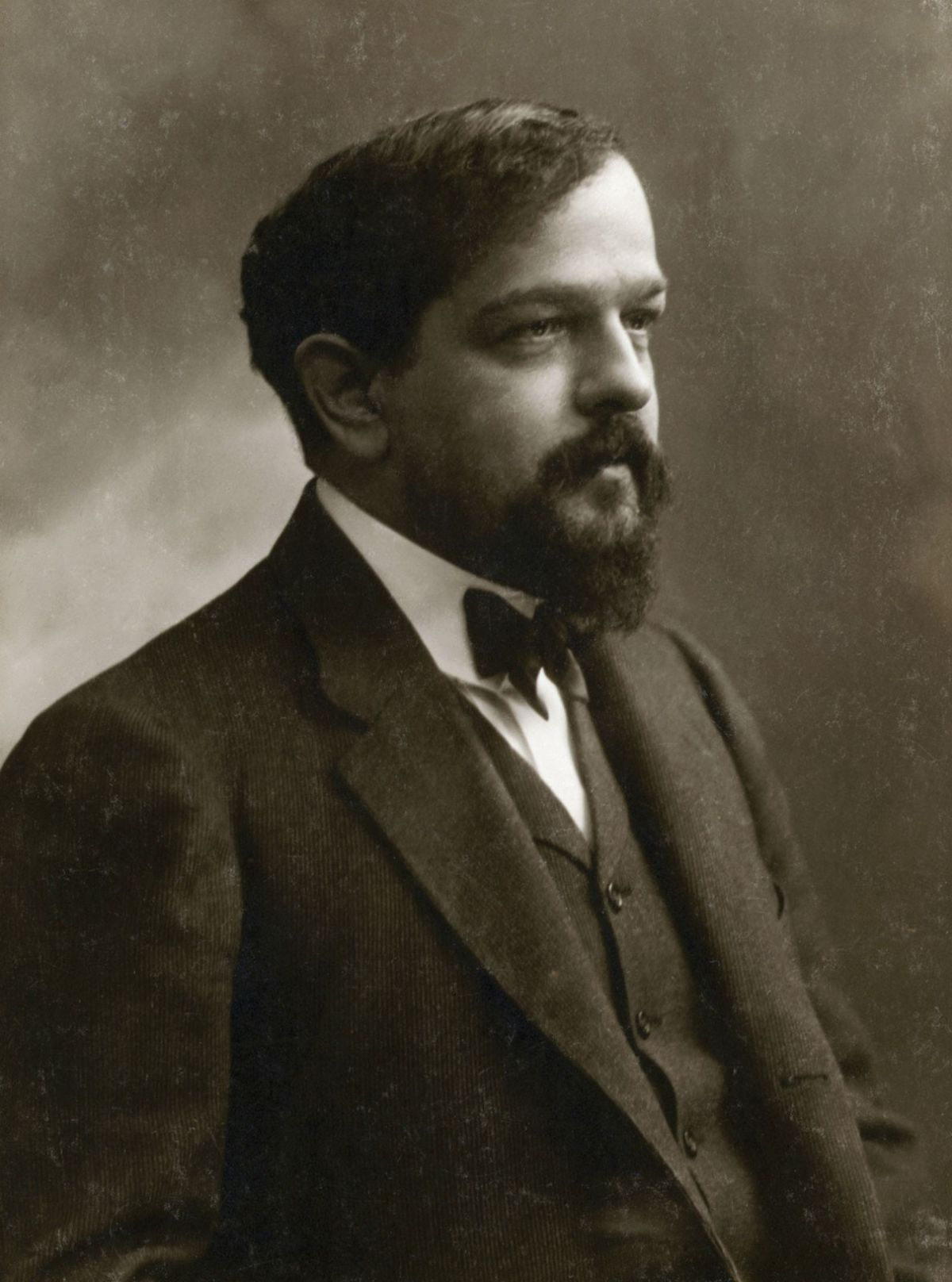
Клод Дебюссі, 1908

Наприкінці 80-х — 90-ті років 19 століття у Франції виникла нова течія, яка набула поширення на початку 20 ст., — імпресіонізм. Музичний імпресіонізм відродив певні національні традиції — прагнення до конкретності, програмності, вишуканості стилю, прозорості фактури. Імпресіонізм знайшов найповніше вираження в музиці К. Дебюссі, виявився у творчості М. Равеля, П. Дюка та інших. Імпресіонізм вніс нововведення і в область музичних жанрів. У творчості Дебюссі симфонічні цикли поступаються місцем симфонічним замальовкам; в фортепіанній музиці переважають програмні мініатюри. Дебюссі також є автором єдиної імпресіоністичної «Пеллеас і Мелізанда». Моріс Равель також зазнав впливу естетики імпресіонізму. У його творчості переплелися різні естетико-стилістичні тенденції — романтичні, імпресіоністичні, а в пізніх творах — неокласицистичні.
Поряд з імпресіоністичними тенденціями у французькій музиці на рубежі 19-20 ст. продовжували розвиватися традиції Сен-Санса, а також Франка, творчість якого характеризується поєднанням класичної ясності стилю з яскравою романтичною образністю.

Композитори французької шістки

Після першої світової війни у французькому мистецтві проявляються тенденції до заперечення німецького впливу, устремління до новизни і, в той же час — простоти. В цей час під впливом композитора Еріка Саті і критика Жана Кокто склалося творче об'єднання, що отримало назву «Французька шістка», учасники якої протиставляли себе не тільки вагнеріанству, але й імпресіоністській «розпливчатості». Втім за словами її учасника — Франсіса Пуленка група «не мала жодних інших цілей, крім чисто дружньої, а зовсім не ідейного об'єднання», і вже з 1920-х років її учасники (серед найбільш відомих також Артур Онеґґер і Даріус Мійо) розвивалися кожен індивідуальним шляхом.
1935 року у Франції виникло нове творче об'єднання композиторів — Молода Франція, до якого входили зокрема такі композитори як О. Мессіан, А. Жоліве, які подібно до «Шістки» ставили на чільне місце відродження національних традицій та гуманістичні ідеї. Заперечуючи академізм і неокласицизм, вони спрямували свої зусилля на оновлення засобів музичної виразності, найвпливовішими стали пошуки Мессіана у сфері ладових і ритмічних структур, що знайшли своє втілення як у його музичних творах, так і в музикознавчих трактатах.
Після Другої світової війни у французькій музиці отримали поширення авангардні музичні течії. Видатним представником французького музичного авангарду став композитор і диригент П'єр Булез, який, розвиваючи принципи А. Веберна, широко застосовує такі методи композиції, як пуантилізм і серіальність. Особливу «стохастичну» систему композиції застосовує композитор грецького походження Я. Ксенакіс. Значну роль Франція відіграла у становленні електронної музики — саме тут наприкінці 1940-х років з'явилася Конкретна музика, під керівництвом Ксенакіса було розроблено комп'ютер із графічним введенням інформації — UPI, а в 1970-х у Франції зародився напрямок Спектральної музики. З 1977 року центром експериментальної музики став IRCAM — дослідницький інститут відкритий П'єром Булезом.

## Сучасність

Будівля інституту IRCAM

### Академічна музика
Музичним центром Франції залишається її столиця — Париж. У Парижі функціонує «Державна паризька опера» (дає вистави в театрах Опера Гарньє та Опера Бастилія), концерти та оперні вистави даються в Театрі Єлисейських полів, серед провідних музичних колективів — Національний оркестр Франції, Філармонічний оркестр Радіо Франції, Оркестр Парижа, Оркестр Колонн та інші.
Серед спеціалізованих музичних навчальних закладів — Паризька консерваторія, «Скола канторум», «Еколь нормаль» — у Парижі. Дві консерваторії мають національний статус (в Парижі і Ліоні), 27 — статус «регіонального значення» (Conservatoire à rayonnement régional) і 105 — «департаментського значення» (Conservatoire à rayonnement départemental). Найважливішим музичним науково-дослідним центром є Інститут музикознавства при Паризькому університеті. Книги, архівні матеріали зберігаються в Національній бібліотеці (відділення музики створено в 1935), Бібліотеці та Музеї музичних інструментів при консерваторії.
У Франції проводяться: Міжнародний конкурс піаністів і скрипалів ім. М. Лонг і Ж. Тібо, конкурс гітаристів, Міжнародний конкурс вокалістів у Тулузі (з 1954), Міжнародний конкурс молодих диригентів у Безансоні (з 1951), Міжнародний конкурс арфістів у Парижі, а також чисельні фестивалі, в тому числі Осінній фестиваль у Парижі, Паризький фестиваль музики 20 століття (заснований 1952), Конкурс піаністів в Епіналі (з 1970), конкурс органістів «Гран-прі де Шартр» (з 1971), Фестиваль класичної музики в Руані, та інші.

### Популярна музика
Французькій музичній сцені відомі практично всі напрямки популярної музики, в той же час вона породила і ряд специфічних національних жанрів, насамперед — французький шансон.
У сучасній культурі шансоном називають популярну французьку музику, яка зберігає специфічну ритміку французької мови, відрізняючись від пісень, написаних під впливом англомовної музики. Серед виконавців шансону — Едіт Піаф, Джо Дассен, Жак Брель, Шарль Азнавур, Лео Ферре, Мірей Матьє, Патрісія Каас та інші. Виконавців французького шансонсу зазвичай називають шансоньє. В 1960-ті роки популярним різновидом шансонсу був напрямок йє-йє (yé-yé, yéyé), представлений переважно виконавицями-жінками, зокрема Франс Галль, Сільві Вартан, Бріжіт Бардо, Франсуаза Арді, Даліда, Мішель Торр.
Рок-музика у Франції набула популярності з кінця 1950-х років і завдячує значною мірою Елвісу Преслі, послідовниками якого в цій країні стали Джонні Холідей, Рішар Антоні, Дік Рівер і Клод Франсуа. В 1970-ті роки значну популярність здобули у Франції прогресивний рок, представлений такими гуртами як Magma та Ange, та фолк-рок (Алан Стівелл, Malicorne, Tri Yann). У Франції проходять такі фестивалі рок-музики як Eurockéennes (з 1989), La Route du Rock (з 1991), Vieilles Charrues Festival (з 1992), Rock en Seine (з 2003), Main Square Festival (з 2004), Les Massiliades (з 2008).
В популярній електронній музиці примітне місце займає творчість Жан-Мішель Жарра, який фігурує в книзі рекордів Гіннеса, як музикант, що збирав на своїх шоу найбільшу кількість глядачів. В 1990-ті роки специфічним явищем став французький хаус, що відрізняється ряснотою ефектів фейзера і частотних зрізів, властиві євродиско 1970-х років. Засновниками цього напрямку вважаються Daft Punk, Cassius і Etienne de Crécy.

### Євробачення
Франція тричі приймала конкурс Євробачення — в 1959 та 1961 роках і 1978 роках. Перемогу на конкурсі Євробачення здобували п'ять французьких музикантів — Андре Клаво (1958), Жаклін Бойєр (1960), Ізабель Обре (1962), Фріда Боккара (1969) і Марі Міріам (1977), після чого найвищим досягненням французів було друге місце в 1990 і 1991 роках.